# Queusúrios

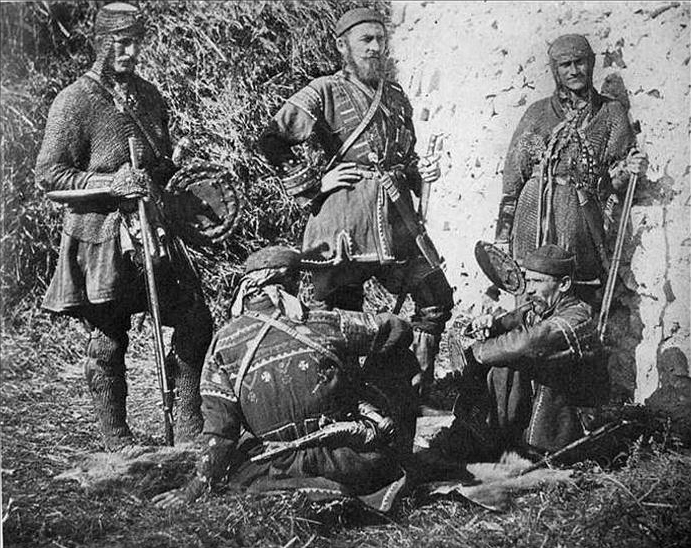
Queusúrios em trajes tradicionais (abr. 1900)

Queusúrios (em georgiano:  ხევსურები) são um grupo etnográfico de Georgianos, vivendo em Queussurécia, em ambos os lados da Cordilheira do Cáucaso nas bacias hidrográficas dos rios Aragui e Argum. Existem algumas aldeias em Quevi, Ertso-Tianeti, Caquécia (Xiraqui), Baixa Ibéria (Gardabani) também onde queusúrios residem. queusúrios falam a língua georgiana em dialeto queusúrio. Por um longo tempo, queusúrios têm mantido a sua cultura tradicional: roupas, armas, e de música polifônica.